# Saint-Médard-d’Eyrans
Saint-Médard-d’Eyrans egy francia település Gironde megyében az Aquitania régióban. Lakosainak száma 3361 fő (2022. január 1.).

## Adminisztráció
Polgármesterek:
- 2001–2020 Christian Tamarelle

## Demográfia
| Lakosok száma | 1109 | 1490 | 2033 | 2603 | 2915 | 2933 | 2971 | 3098 | 3156 | 3361 |
|               | 1968 | 1982 | 1990 | 2006 | 2013 | 2015 | 2017 | 2019 | 2020 | 2022 |

## Látnivalók
- Château d’Eyran
- Château Lamothe
- Château de La Prade
- Szarkofágok

## Testvérvárosok
- Portugália Mogège